# Tron (jeu vidéo)
Pour les articles homonymes, voir Tron (homonymie).
 (février 2014).
Si vous disposez d'ouvrages ou d'articles de référence ou si vous connaissez des sites web de qualité traitant du thème abordé ici, merci de compléter l'article en donnant les références utiles à sa vérifiabilité et en les liant à la section « Notes et références ».
Tron est un jeu vidéo d'arcade développé et commercialisé par Bally Midway Manufacturing Company sorti en 1982 peu après le premier film et adapté de celui-ci. Il a par la suite été porté sur le Xbox Live Arcade.

## Système de jeu
Tron regroupe quatre disciplines dans lesquelles le joueur doit tantôt lutter contre des bugs ou araignées, combattre des tanks ou essayer, comme dans le film, de fracasser les motos de l'adversaire contre son mur de lumière.
La dernière discipline consiste à pulvériser un nombre donné de briques pour pénétrer le MCP. Chaque fois que les quatre disciplines sont maîtrisées, le jeu passe au niveau supérieur.
Une cinquième épreuve, inspirée du combat de disques, devait être présente mais ne fut pas intégrée à cause du retard dans le développement. Elle fera finalement l'objet d'un jeu à part entière, Discs of Tron, qui sortira l'année suivante.